# Clitopilus quisquiliaris
Clitopilus quisquiliaris är en svampart som tillhör divisionen basidiesvampar, och som först beskrevs av Petter Adolf Karsten, och fick sitt nu gällande namn av Machiel Evert ("Chiel") Noordeloos. Clitopilus quisquiliaris ingår i släktet Clitopilus, och familjen Entolomataceae. Arten har ej påträffats i Sverige.